# Кредитный рейтинг
| AAA | AA | A | BBB | BB | B | CCC | CC/D |

Кредитные рейтинги европейских стран, S&P (июнь 2016):
AAA
AA
A
BBB
BB
B
CCC
CC
C
Дефолт
рейтинг не установлен

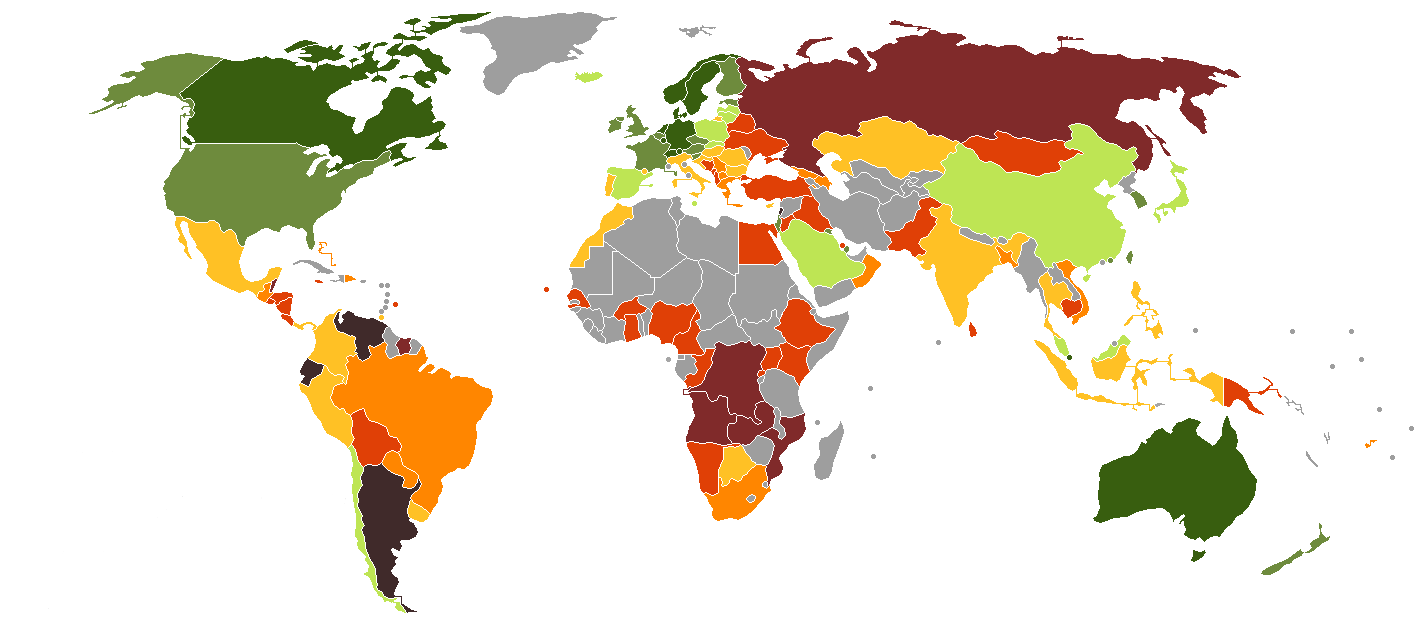
World countries by Standard & Poor’s Foreign Rating (2022):

Кредитный рейтинг — это мнение рейтингового агентства относительно общей кредитоспособности заёмщика или кредитоспособности заемщика в отношении конкретных долговых обязательств, основанное на оценке факторов риска. Кредитные рейтинги рассчитываются рейтинговыми агентствами на основе прошлой и текущей финансовой истории вышеперечисленных участников рынка, а также на основе оценок размера их собственности и взятых на себя финансовых обязательств (долгов). Основное предназначение подобных оценок — дать потенциальным кредиторам / вкладчикам представление о вероятности своевременной выплаты взятых финансовых обязательств. В последнее время расширилась и сфера применения кредитных рейтингов: они стали применяться и для установления новых размеров страховых взносов, для определения арендных залогов, определения качества новых кандидатов при приёме их на работу. 
Кредитные рейтинги относительны, поэтому важно учитывать специфику той или иной страны, предприятия, отрасли промышленности. Невысокие кредитные рейтинги, конечно, нежелательны, ибо свидетельствуют о высокой вероятности дефолта.
Разработать свою систему кредитных рейтингов может любой участник рынка. Более того, согласно Базельским директивам, каждому банку желательно иметь собственный внутренний рейтинг заемщиков. Но когда речь идет о рынке облигаций, то «кредитный рейтинг» обычно означает рейтинг одного из трех агентств Standard & Poors, Moody’s и Fitch.

## Экономический смысл
Одна из основных проблем, с которой сталкиваются потенциальные инвесторы — это информационная асимметрия, присущая финансовому рынку. Заемщик или эмитент долгового обязательства, как правило, знает больше о факторах, влияющих на уровень кредитного риска. Инвестор наоборот знает меньше. Рейтинг раскрывает дополнительные сведения о субъекте рейтингования и помогает снизить неопределенность на финансовом рынке. В конечном счете это снижает стоимость привлечения капитала и уменьшает спред. Спред является одним из показателей рискованности вложений и отражает неопределенность в отношении заемщика или финансового инструмента.
Например, присвоение более высокого рейтинга агентством Standard&Poor’s приводит к заметному уменьшению спреда.
| Рейтинг | Спред, базисных пунктов |
| ------- | ----------------------- |
| AAA     | 43                      |
| АА      | 73                      |
| А       | 99                      |
| BBB     | 166                     |
| BB      | 299                     |
| B       | 404                     |
| CCC     | 724                     |

## Основания присвоения рейтинга
Кредитные рейтинги могут предоставляться как по запросу клиента, так и агентством самостоятельно. В первом случае рейтинг называется запрошенным (англ. solicited credit rating), а во втором незапрошенным (англ. unsolicited credit rating). Присвоение запрошенного рейтинга осуществляется на основании соглашения между клиентом и агентством. Клиент предоставляет необходимую для анализа кредитоспособности информацию и оплачивает услуги агентства. Незапрошенный рейтинг клиентом не оплачивается.
Объективность запрошенного рейтинга зависит от репутации агентства, которое не желает искажать результаты анализа, чтобы не потерять надежных клиентов. В противном случае к нему будут обращаться только те клиенты, кредитоспособность которых вызывает сомнения. Рейтинг такого агентства не поможет снизить стоимость привлечения капитала. Объективность незапрошенного рейтинга зависит от доступности информации. Так как клиент не просит присвоить рейтинг, то агентство вынуждено опираться на меньший объем информации и стремится делать более консервативные оценки. Moody’s и S&P присваивают и публикуют рейтинги всем выпускам корпоративных облигаций, зарегистрированных SEC.

## Независимые рейтинговые агентства
Крупнейшими рейтинговыми агентствами (которые работают во всём мире) являются Moody's, Standard and Poor's и Fitch Ratings.
В некоторых странах для официального признания рейтинговых оценок данного агентства требуется, чтобы оно прошло аккредитацию при центральном банке, министерстве финансов или комиссии по ценным бумагам, стало бы уполномоченным и было включено в утвержденный список (реестр). В России после реформы этой сферы официально уполномоченным некоторое время оставалось единственное национальное РА — «АКРА», которое было аккредитовано при ЦБ РФ в начале 2016 года. В конце 2016 года аккредитацию получило еще одно из старейших агентств — «Эксперт РА», а в сентябре 2019 — «Национальное Рейтинговое Агентство» (НРА) и «Национальные Кредитные Рейтинги» (НКР). При этом еще два старейших российских рейтинговых агентства — «РусРейтинг» и «Рейтинговое агентство АК&M» — аккредитацию не получили. Таким образом, в 2019 году в реестр Банка России были включены четыре национальные рейтинговые агентства и три международных.
После вторжения России на Украину все международные рейтинговые агентства прекратили свою деятельность в России, отозвали свои рейтинги и были исключены из реестра Банка России. Кроме того, в марте 2022 года Банк России разрешил российским банкам зафиксировать на полгода те рейтинговые оценки, которые были им присвоены на 1 февраля 2022 года. Эта мера способствовала стабилизации банковской системы. В августе 2023 года Банк России отменил это решение, но объявил о фиксации оценок рейтинговых агентств «Фитч Рэйтингс» (Fitch Ratings), «Эс-энд-Пи Глобал Рейтингс» (S&P Global Ratings), «Мудис Инвесторс Сервис» (Moody’s Investors Service) на уровне по состоянию на 1 февраля 2022 года для применения нормативных актов Банка России, предусматривающих использование кредитных рейтингов иностранных кредитных рейтинговых агентств.
В реестре рейтинговых агентств Банка России на конец мая 2025 года оставались четыре национальные рейтинговые агентства - АКРА, Эксперт РА, НРА и НКР.
На Украине работают пять уполномоченных Национальной комиссией по ценным бумагам и фондовому рынку рейтинговых агентств: «Кредит-Рейтинг», «Эксперт-Рейтинг» «IBI-Рейтинг», «Рюрик» и «Стандарт-Рейтинг».

## Обозначения кредитного рейтинга
Кредитный рейтинг компании является финансовым показателем для потенциальных инвесторов ценных бумаг (облигаций). Кредитный рейтинг — обычный финансовый инструмент для измерения степени надёжности облигаций, выпускаемых той или иной компанией, корпорацией или даже тем или иным государством. Рейтинг назначается специальными агентствами, например A.M. Best, Dun & Bradstreet, Standard & Poor's, Moody's или Fitch Ratings и имеет буквенные обозначения «A», «B», «C». Рейтинг Standard & Poor's, в котором, впрочем, как и в двух последующих, «A» обозначает самые платежеспособные компании, а «С» — противоположное: AAA, AA +, AA, AA-, А +, А, А-, BBB +, BBB, BBB-, BB +, BB, BB-, B +, B, B-, CCC +, CCC, CCC-, CC, C, D. Считается, что все компании, подпадающие под рейтинг ниже BBB-, торгуют спекулятивными или бросовыми облигациями.
Рейтинговая система Moody похожа по своей концепции, но наименования выглядят немного иначе. В данном случае градация от лучшего к худшему выглядит следующим образом: Ааа, Аа1, Аа2, Aa3, A1, A2, A3, Baa1, Baa2, Baa3, Ba1, Ba2, Ba3, В1, В2, В3, Caa1, Caa2, Caa3, Ca, C. Такова же градация по A.M. Best: A++, A+, A, A-, B++, B+, B, B-, C++, C+, C, C-, D, E, F, и S. Система рейтинга азиатской CTRISKS выглядит следующим образом: CT3A, CT2A, CT1A, CT3B, CT2B, CT1B, CT3C, CT2C и CT1C. Суть рейтинга CTRISKS — обозначение вероятности дефолта в каком-то году.
| Moody’s      | Moody’s       | S&P          | S&P           | Fitch        | Fitch         |                                                                          |
| ------------ | ------------- | ------------ | ------------- | ------------ | ------------- | ------------------------------------------------------------------------ |
| Долгосрочный | Краткосрочный | Долгосрочный | Краткосрочный | Долгосрочный | Краткосрочный |                                                                          |
| Aaa          | P-1           | AAA          | A-1+          | AAA          | F1+           | Обязательства наивысшего качества                                        |
| Aa1          | P-1           | AA+          | A-1+          | AA+          | F1+           | Обязательства высокого качества                                          |
| Aa2          | P-1           | AA           | A-1+          | AA           | F1+           | Обязательства высокого качества                                          |
| Aa3          | P-1           | AA-          | A-1+          | AA-          | F1+           | Обязательства высокого качества                                          |
| A1           | P-1           | A+           | A-1           | A+           | F1            | Обязательства выше среднего качества                                     |
| A2           | P-1           | A            | A-1           | A            | F1            | Обязательства выше среднего качества                                     |
| A3           | P-2           | A-           | A-2           | A-           | F2            | Обязательства выше среднего качества                                     |
| Baa1         | P-2           | BBB+         | A-2           | BBB+         | F2            | Обязательства ниже среднего качества                                     |
| Baa2         | P-3           | BBB          | A-3           | BBB          | F3            | Обязательства ниже среднего качества                                     |
| Baa3         | P-3           | BBB-         | A-3           | BBB-         | F3            | Обязательства ниже среднего качества                                     |
| Ba1          | Not prime     | BB+          | B             | BB+          | B             | Рискованные обязательства с чертами спекулятивных                        |
| Ba2          | Not prime     | BB           | B             | BB           | B             | Рискованные обязательства с чертами спекулятивных                        |
| Ba3          | Not prime     | BB-          | B             | BB-          | B             | Рискованные обязательства с чертами спекулятивных                        |
| B1           | Not prime     | B+           | B             | B+           | B             | В высокой степени спекулятивные                                          |
| B2           | Not prime     | B            | B             | B            | B             | В высокой степени спекулятивные                                          |
| B3           | Not prime     | B-           | B             | B-           | B             | В высокой степени спекулятивные                                          |
| Caa1         | Not prime     | CCC+         | C             | CCC          | C             | Очень высокий кредитный риск                                             |
| Caa2         | Not prime     | CCC          | C             | CCC          | C             | Крайне спекулятивные                                                     |
| Caa3         | Not prime     | CCC-         | C             | CCC          | C             | Близки к дефолту (или уже в дефолте) с небольшим шансом возврата средств |
| Ca           | Not prime     | CC           | C             | CCC          | C             | Близки к дефолту (или уже в дефолте) с небольшим шансом возврата средств |
| Ca           | Not prime     | C            | C             | CCC          | C             | Близки к дефолту (или уже в дефолте) с небольшим шансом возврата средств |
| C            | Not prime     | D            | /             | DDD          | /             | В состоянии дефолта                                                      |
| /            | Not prime     | D            | /             | DD           | /             | В состоянии дефолта                                                      |
| /            | Not prime     | D            | /             | D            | /             | В состоянии дефолта                                                      |